# Théâtre del Pavone
Le théâtre del Pavone (en italien,  Teatro del Pavone), est un théâtre de Pérouse en Italie.

## Histoire et description
La construction du théâtre a commencé en 1717 et terminée en 1723. Les promoteurs de cette initiative étaient un groupe de nobles de Pérouse voulaient un endroit plus approprié et plus spacieux pour accueillir des représentations théâtrales. Le théâtre a été entièrement construit en bois et nommé « Teatro della Nobile Accademia del Casino » (Théâtre de l'Académie Noble du Casino). Il possédait quatre ordres de loges et un plan d'étage carré, qui s'avéra inadapté aux nouveaux besoins. L'Académie a donc décidé de le démolir en 1765 et de confier la reconstruction à l'architecte Pietro Carattoli. Le nouveau plan d'étage s'inspire du théâtre Argentina de Rome et avait une structure de briques en forme de fer à cheval avec 82 loges réparties sur quatre ordres, dont celui du bas était soutenu par de petites colonnes et muni d'une balustrade richement décorée.
La face avant du parapet des loges a été embellie avec des camées en stuc peints par Carlo Spiridone Mariotti. Le théâtre a pris le nom de Teatro Pavone d'après l'oiseau sacré de la déesse romaine Junon, un paon représenté en triomphe sur le rideau de scène, peint en 1772 par Francesco Appiani. 
En 1856, un important travail de restauration est entrepris. Il comprend la voûte du plafond, la reconstruction de la toiture et la transformation du dernier étage en loggia. La nouvelle décoration de l'ensemble du théâtre et du rideau a été commandé à Nicola Benvenuti.